# Comanthosphace stellipila
Comanthosphace stellipila là một loài thực vật có hoa trong họ Hoa môi. Loài này được (Miq.) S.Moore ex Briq. mô tả khoa học đầu tiên năm 1897.